# S.Y.P.H.
S.Y.P.H. ist eine deutsche Punk-Band aus Solingen. Mitglieder der Band wechselten unter anderem zu den Bands Mittagspause, Fehlfarben, Die Krupps und Propaganda.

## Geschichte
Die Band wurde 1977 in Solingen von Peter Braatz (Gesang und u. a. bekannt unter den Pseudonymen Harry Rag, Petrus Braatzi), Thomas Schwebel (Gitarre), Uwe Jahnke (Gitarre) und Ulli Putsch (Schlagzeug) gegründet. Thomas Schwebel verließ die Band und wechselte zu der Düsseldorfer Band Mittagspause. Zu der Kernbesetzung gehörten dann neben Braatz, Jahnke, Putsch auch Jojo Wolter, der als Bassist bei der ersten LP 1980 dazu kam. Die Gruppe wurde aber immer wieder um den Kern herum ergänzt durch Gilbert Hetzel, Thomas Oberhoff, Uwe Haller, Jörg Rhode, Ingo Giesing, Ralf Dörper (später bei den Bands Die Krupps und Propaganda), Waldemar Kutschma und Jan Starek.
1978 veröffentlichte S.Y.P.H. erste Tonträger und stieg bald in die erste Reihe der „Ur-NDW“-Bands auf. Ihre Debüt-EP Viel Feind, viel Ehr sorgte infolge des kontroversen Covers (RAF-Bezug) für Diskussionen. Das Stück Zurück zum Beton ist ein Klassiker und wurde bereits damals von Bands wie Mittagspause oder P.D. gecovert. Das Stück lieferte ebenfalls den Titel für die vielbeachtete Ausstellung über „Die Anfänge von Punk und New Wave in Deutschland“ in der Kunsthalle Düsseldorf im Sommer 2002. Ende 1979 war die Besetzung mit Braatz, Jahnke, Wolter und Putsch relativ stabil.
Ihre 1980 erschienene Debüt-LP überraschte durch zwei unterschiedliche Seiten. Auf der ersten Seite boten S.Y.P.H. kurze und knappe 1½–2½ Minuten lange Punkkracher Marke Zurück zum Beton oder Industrie-Mädchen (unter dem Titel Große Liebe Maxi von den Fehlfarben gecovert), auf der zweiten Seite bot die Gruppe experimentellere und längere Stücke, die sich teilweise an Can anlehnten. Insofern war es kein Wunder, dass 1980 Holger Czukay (von Can) das Album Pst produzierte. Braatz brachte in Eigenregie zwei „Rest Of“-Alben mit bisher unveröffentlichtem Material heraus.
1982 trafen sich Peter Braatz und Uwe Jahnke, um neue Aufnahmen zu erstellen. Hieraus entstanden eine Doppelsingle, sowie das Album Harbeitslose, das wieder deutlich experimenteller ausfiel. Mit dabei waren Thomas Oberhoff sowie Gilbert Hetzel. Braatz drehte zu dem auf der Doppelsingle enthaltenen Titel Der Bauer im Parkdeck einen Film.
1984 fand man sich in der Besetzung Braatz, Jahnke, Wolter und Putsch wieder zusammen. 1985 überraschte S.Y.P.H. mit dem eingängigen Doppelalbum Wieleicht, dessen Cover an das weiße Album der Beatles angelehnt war. Putsch verließ die Gruppe jedoch 1986 und wurde durch Ralf Bauerfeind ersetzt, der seinen Einstand auf dem Album Am Rhein feierte. Nach einem Livemitschnitt wurde es um die Gruppe ziemlich ruhig. 1993 erschien das Album Rot Geld Blau als vorerst letztes S.Y.P.H.-Album für längere Zeit. Der Kern der Band traf sich nun ab und zu in lockerer Runde und so wurde u. a. der Doppel CD Sampler Ungehörsam 2004 veröffentlicht. 2006 spielten Braatz und Wolter mit diversen Gastmusikern das Album -1 ein.
2009 gab es im Festsaal Kreuzberg einen seltenen Auftritt der Gruppe S.Y.P.H. in der Besetzung Bauerfeind, Braatz, Jahnke und Wolter.
2011 fanden in Solingen neue Aufnahmen statt, daran waren neben Bauerfeind, Jahnke, Wolter auch Jörg Lehnardt (Gitarre) und Georg Zangl (Stahlharfe) beteiligt.
Die nachträglich zur Musik hinzugefügten Gesangsaufnahmen waren Teil des Zerwürfnisses zwischen Bauerfeind, Jahnke, Wolter, Zangl und Braatz.
Die Gruppe beschloss, sich von Peter Braatz zu trennen und bereitete das mit neuen Texten und Gesangsaufnahmen von Doc Schoko versehene S.Y.P.H. -Album E.X. zur Veröffentlichung auf Tapete Records vor, was im Juli 2013 per Einstweiliger Verfügung durch Peter Braatz vorerst verhindert wurde.

## Diskografie
- „Viel Feind, Viel Ehr“ – Single, 1979
- „S.Y.P.H. Pure Freude (Hello to the Mipau)“ – LP, 1980
- „Pst“ – LP, 1980
- „Neu, Grösser, Weicher, Saftiger (Live im S.O.36/Live Hier und Da)“ – LP, 1981
- „S.Y.P.H. (Die 4.)“ – LP, 1981
- „S.Y.P.H.“ – DoSingle, 1982
- „Das tönende S.Y.P.H.-Buch“ – 3MC-Box, 1982
- „Harbeitslose“ – LP, 1982
- „Wieleicht“ – DoLP, 1985
- „I Want U“ – Maxi, 1986
- „Am Rhein“ – LP, 1987
- „Stereodrom (Live)“ – LP, 1987
- „Rot Geld Blau“ – LP + 7"/CD, 1993
- „Ungehörsam“ – DoCD, 2004
- „Rare and Lost into the future“ – LP, 2004
- „-1“ – CD, 2006